# Garfield in the Rough
Garfield in the Rough – to drugi, półgodziny film animowany, który powstał na motywach komiksu Garfield autorstwa Jima Davisa. Głosu Garfieldowi znów użyczył Lorenzo Music, a za muzykę był odpowiedzialny Lou Rawls. Film miał premierę w 1984 roku i, podobnie jak poprzedni film Here Comes Garfield, zdobył nagrodę Emmy.

## Streszczenie
Garfield jest podekscytowany gdy dowiaduje się, że Jon zamierza zabrać go razem z Odiem na wakacje. Jakże wielkie jest jego rozczarowanie, gdy okazuje się, że jadą na zwykły camping. Garfieldowi i Odiemu zajmuje trochę czasu przystosowanie się do rozległych przestrzeni i gry Jona na banjo. Garfield oczywiście zjada cały prowiant, który Jon zabrał na camping. W tym czasie okazuje się, że z zoo uciekła czarna pantera i ukrywa się w tym samym lesie. Garfield próbuje ostrzec Jona przed niebezpieczeństwem, ale Jon z uporem twierdzi, że nie ma się czego obawiać. Do czasu, gdy pantera wkracza do ich obozowiska. Garfield wdrapuje się na drzewo, a Jon i Odie ukrywają się w samochodzie. Pantera próbuje dostać się do wnętrza auta. Garfield zeskakuje z drzewa i próbuje ją odciągnąć, poważnie ryzykując życiem. Na szczęście zostaje uratowany przez leśniczych, którzy trafiają panterę środkiem usypiającym. Jon nazywa Garfielda bohaterem, po czym wszyscy wracają do domu.

## Piosenki wGarfield in the Rough
- „Get Me Some ’R and ’R” wykonywane przez Lou Rawlsa;
- „When I’m Out in the Rough” wykonywane przez Lorenzo Music i Thom Huge
- „Camping is My Life” wykonywane przez Thom Huge
- „The Music of Nature” wykonywane przez Desirée Goyette
- „Run-Run” wykonywane przez Thom Huge i Desirée Goyette